# Bøglund
Bøglund (dansk) eller Böklund (tysk) er en landsby og kommune beliggende ved en lille bæk få kilometer nord for Slesvig by i det sydvestlige Angel i Sydslesvig. Administrativt hører kommunen under Slesvig-Flensborg kreds i den tyske delstat Slesvig-Holsten. Kommunen samarbejder på administrativt plan med andre kommuner i omegnen i Sydangel kommunefælleskab (Amt Südangeln). Til kommunen hører Augustenborg, Bøglundmark (Böklundfeld), Denholm (Dammholm), Katbæk (Kattbek), Kragholm (Krokholm), Lindebjerg (Lindeberg) med Lindbjergskov, Nørre Farensted (Norderfahrenstedt), parcelhuskvarteret Quinkkjer og Risbrig (Reesbrück). I kirkelig henseende hører Bøglund under Farensted Sogn. Sognet lå i Strukstrup Herred (Gottorp Amt), da Slesvig var dansk indtil 1864.
Bøglund er første gang nævnt i årene mellem 1445 og 1450. Stednavnet er sammensat af bøgetræet og -lund. Kommunens våbenskjold viser tilsvarende et stiliseret bøgetræ samt en slesvigsk/søderjysk løve. Den nord for Bøglundmark ved vejen til Klapholt beliggende kådnersted Denholm (Dennholm) er første gang nævnt 1837. Stednavnet henføres enten til folkenavnet danskere eller  til mandsnavn Degn (Degnholm).
Mod nord danner Kvastrup Å grænsen til nabokommeunen Ølsby og Okselbæk Skov (på dansk også Oxelbæk Skov, på tysk Ausselbeker Gehege), mod sydøst danner Katbæk på en del grænsen til Sønder Farensted. 
Bøglund er især kendt for pølsefirmaet Böklunder Plumrose, som producerer de såkaldte Bøklunder Würstchen (Bøglund pølser).